# Heterodoxia
A heterodoxia jelentése  a vallásokban bármilyen olyan vélemény vagy tan, amely ellentétes a hivatalos vagy ortodox állásponttal. 

## Etimológia
Az összetett kifejezés az ógörögből származik: 
héteros = 'más' vagy 'egyéb' 
+ dóxa = 'hit' vagy 'vélemény').

## Kereszténység
A heterodoxia fogalma a kereszténységben közel áll az eretnekséghez és a történelem folyamán minden dogmatikai válságnál megjelenik. 
Az ortodox kereszténységben a kifejezést elsősorban az ortodox egyházak közösségéhez nem tartozó, a bevett szent hagyománnyal ellentétes tanokat hirdető keresztény közösségekre használják.

## Iszlám
A szunnita iszlámot néha "ortodox iszlámnak" nevezik. Azonban az iszlám egyes tudósai, mint például John Burton, úgy vélik, hogy nincs olyan, hogy "ortodox iszlám".

## Ind filozófiák
Az ind filozófia főbb irányzatait, amelyek elutasítják a Védák tekintélyét, beleértve a buddhizmust és a dzsainizmust is, a hinduizmus heterodoxnak tekinti.
Amelyek elfogadják a Védák érvényességét, azt ortodoxnak (ásztika), amelyek nem, azt heterodoxnak (násztika) nevezik.